# Ясенаш
Ясенаш (хорв. Jasenaš) — населений пункт у Хорватії, в Вировитицько-Подравській жупанії у складі міста Вировитиця.

## Населення
Населення за даними перепису 2011 року становило 77 осіб.
Динаміка чисельності населення поселення:

## Клімат
Середня річна температура становить 10,85 °C, середня максимальна – 24,85 °C, а середня мінімальна – -5,57 °C. Середня річна кількість опадів – 820 мм.
| Клімат поселення                              | Клімат поселення | Клімат поселення | Клімат поселення | Клімат поселення | Клімат поселення | Клімат поселення | Клімат поселення | Клімат поселення | Клімат поселення | Клімат поселення | Клімат поселення | Клімат поселення | Клімат поселення |
| Показник                                      | Січ.             | Лют.             | Бер.             | Квіт.            | Трав.            | Черв.            | Лип.             | Серп.            | Вер.             | Жовт.            | Лист.            | Груд.            |                  |
| Середній максимум, °C                         | 6,95             | 8,57             | 13,08            | 16,86            | 21,73            | 24,85            | 23,78            | 23,18            | 19,31            | 14,99            | 9,30             | 5,01             |                  |
| Середня температура, °C                       | 0,70             | 2,32             | 6,82             | 10,60            | 15,48            | 18,60            | 20,48            | 19,87            | 16,01            | 11,69            | 6,00             | 1,71             |                  |
| Середній мінімум, °C                          | −5,57            | −3,94            | 0,56             | 4,35             | 9,22             | 12,34            | 17,18            | 16,58            | 12,69            | 8,39             | 2,70             | −1,6             |                  |
| Норма опадів, мм                              | 50               | 44               | 53               | 65               | 76               | 94               | 77               | 83               | 69               | 70               | 79               | 60               |                  |
| Середньомісячна швидкість вітру, м/с          | 2.20             | 2.46             | 2.77             | 2.63             | 2.40             | 2.20             | 2.10             | 1.93             | 2.00             | 2.05             | 2.18             | 2.22             |                  |
| Середньомісячна сонячна радіація, кДж/м²·день | 4175             | 6961             | 10803            | 15250            | 19475            | 21563            | 22289            | 19753            | 14605            | 9113             | 4738             | 3485             |                  |
| --------------------------------------------- | ---------------- | ---------------- | ---------------- | ---------------- | ---------------- | ---------------- | ---------------- | ---------------- | ---------------- | ---------------- | ---------------- | ---------------- | ---------------- |
| Джерело:                                      |                  |                  |                  |                  |                  |                  |                  |                  |                  |                  |                  |                  |                  |